# QOscC
QOscC est un logiciel open source d'oscilloscope sous licence GPL.
Il permet de choisir facilement le périphérique d'acquisition, notamment si celle-ci provient d'une carte son dédiée, en USB par exemple.
De plus, il est doté de plusieurs modes de visualisation des signaux: temporel, X-Y et fréquentiel.
Enfin, il peut visualiser plusieurs traces en même temps.
Ce logiciel a été conçu avec la bibliothèque logicielle Qt.